# Callistocythere cranekeyensis
Callistocythere cranekeyensis is een mosselkreeftjessoort uit de familie van de Leptocytheridae. De wetenschappelijke naam van de soort is voor het eerst geldig gepubliceerd in 1960 door Puri.